# Диемо I фон Гунделфинген
Диемо I фон Гунделфинген (на немски: Diemo I von Gundelfingen; † сл. 1150/сл. 1172) е благородник от Гунделфинген на Дунав и господар на замък Хеленщайн над Хайденхайм ан дер Бренц в Баден-Вюртемберг.

## Наследство
През 1250 г. наследството на фамилията фон Гунделфинген се поделя и през 1293 г. замъкът им Гунделфинген е продаден на Хабсбургите.

## Фамилия
Диемо I фон Гунделфинген се жени за фон Ронсберг, дъщеря на Руперт фон Урзин († сл. 1130) и Ирмингард фон Калв († 13 януари). Съпругата му е леля на Готфрид фон Зелс, патриарх на Аквилея (1182 – 1194). Те имат трима сина:
- Готфрид фон Гунделфинген († сл. 1172), баща на Готфрид II, епископ на Вюрцбург 1197 г.
- Диемо II фон Гунделфинген († сл. 1200)
- Руперт фон Гунделфинген († сл. 1181)

Диемо е дядо е на Готфрид II фон Гунделфинген, епископ на Вюрцбург (1197), и прадядо на Андреас фон Гунделфинген, епископ на Вюрцбург (1303 – 1313).

## Галерия
- Дворец Хеленщайн над Хайденхайм ан дер Бренц през 17 век
- Дворец Хеленщайн в Хайденхайм